# Chromosomy homologiczne

Kariotyp ludzki. Wszystkie chromosomy występują jako pary homologiczne z wyjątkiem męskiej pary chromosomów płciowych XY

Chromosomy homologiczne – chromosomy o tym samym kształcie i wielkości, zawierają podobną informację genetyczną, czyli prawie te same geny. Geny te jednak mogą występować w innych postaciach, czyli allelach (mówi się wtedy o heterozygocie). Pary chromosomów homologicznych występują w komórkach somatycznych (diploidalnych – jeden chromosom w parze pochodzi zazwyczaj od ojca, a drugi od matki), komórka haploidalna ma po jednym chromosomie z pary homologicznej. Poliploid może mieć więcej kompletów chromosomów homologicznych. 
U człowieka haploidalna liczba chromosomów wynosi 23, a to oznacza, że prawidłowo zbudowana ludzka komórka somatyczna zawiera 46 chromosomów, wśród nich 22 homologiczne pary autosomalne i 1 para chromosomów płci (u kobiet jest to homologiczna para XX, u mężczyzn niehomologiczna para XY). Niektóre choroby genetyczne u człowieka powstają wskutek nieprawidłowego rozdziału chromosomów homologicznych, a tym samym zmiany ich liczby w organizmie potomnym.
Chromosomy homologiczne w procesie mejozy ulegają sparowaniu (tworząc biwalenty), to znaczy łączą się krótkotrwale w pary (koniugują), po czym rozchodzą do przeciwnych biegunów dzielącej się komórki. W rezultacie podziału komórki diploidalnej obie komórki potomne mają haploidalną liczbę chromosomów. W ten sposób powstają gamety. Z połączenia dwóch haploidalnych gamet powstaje diploidalna zygota, która jest pierwszym stadium rozwojowym nowego, genetycznie unikatowego osobnika potomnego. 